# Kaltan
Kaltan (oroszul: Калтан) város Oroszország Kemerovói területén, a novokuznyecki agglomeráció része.
Népessége: 21 892 fő (a 2010. évi népszámláláskor).

## Elhelyezkedése
A Kemerovói terület déli részén, Kemerovo területi székhelytől 289 km-re, a Kondoma, (a Tom mellékfolyója) partján helyezkedik el. A Kuznyecki-medence nehézipari központjától, Novokuznyecktől 38 km-re délre fekszik, mellyel vasútvonal és autóút köti össze. A város körzetében külfejtéssel szenet bányásznak.

## Története
Korábbi évszázadokban a Kondoma partjait sórok lakták, Kaltan is sór falu volt eredetileg. Az első orosz kozák csapatok a 17. század elején érték el ezt a vidéket. A Tom magas jobb partján, szemben a Kondoma torkolatával építették 1618-ban a kuznyecki faerődöt, Novokuznyeck elődjét. A 17. század közepére kiépült a déli határ védelmét szolgáló védvonal, melynek egyik erődítményét a mai Kaltan helyén létesítették. 
1946-ban Oszinnyiki bányavárostól 12 km-re délre, Kaltant jelölték ki a Kuznyecki-medence legnagyobb hőerőművének helyszínéül. 1951 tavaszán helyezték üzembe első turbinaegységet, és 1956-ra elkészült a teljes hőerőmű, ami lehetővé tette többek között a novokuznyecki alumíniumgyártás bővítését. Az erőmű átadásával megkezdődhetett a település kiépítése és újabb ipari üzemeinek telepítése is. 1949-ben lett városi jellegű település, 1959-ben város. Széntüzelésű hőerőműve napjainkban is a kuznyecki iparvidék egyik fontos energiaforrása. 